# Pristimantis marcoreyesi
Pristimantis marcoreyesi é uma espécie de anfíbio anuro da família Strabomantidae. Está presente no Equador. A UICN classificou-a como vulnerável.